# Тања Поповић
Тања Поповић (Београд, 19. новембар 1963 — Београд, 23. март 2020) била је професор на Катедри за општу књижевност и теорију књижевности, Филолошког факултета Универзитета у Београду и проучавалац књижевности.

## Биографија
Тања Поповић је била редовни професор на Катедри за општу књижевност и теорију књижевности Филолошког факултета Универзитета у Београду. Као професор по позиву држала је предавања на универзитетима у Италији (Удине), Швајцарској (Берн), Немачкој (Гетинген), Русији (Москва, Нижњи Новгород, Саранск) и Републици Српској (Бања Лука). Објавила је већи број научних студија и монографија на српском, руском и енглеском језику, међу њима и књиге: „Песници и поклоници” (2010), „Поема или модерни еп” (2010), „Потрага за скривеним смислом” (2007), „Речник књижевних термина” (2007, 2010), „Српска романтичарска поема” (1999), „Формалисти о Пушкину” (1994). Њене књиге, монографије и студије писане су израђеним "београдским стилом", најпре по узору на језик Слободана Јовановића.  Сарађивала и са београдским Институтом за књижевност и уметност, Аустралијским државним универзитетом у Канбери, Универзитетом Дарам у Великој Британији, Санктпетербуршким државним универзитетом у Русији. Била је члан уредништва више славистичких и компаратистичких часописа и периодичких издања.

## Награде
- Награда „Станислав Винавер”, за књигу Последње Сарајлијино дело, 1993.
- Награда „Иницијал”, за књигу Речник књижевних термина, 2007.
- Награда „Веселин Лучић”, за књигу Речник књижевних термина, 2008.

## Монографије
- Источни канон, Издавачка књижарница Зорана Стојановића: Сремски Карловци - Нови Сад, 2019, 277 стр.  978-86-7543-362-0
- А.С. Пушкин в диалоге с другим, Издательство Нижнегородского университета: Большое Болдино – Нижний Новгород, 2018, 156 с.  978-5-91326-443-5
- Стратегије приповедања, Службени гласник, Београд, 2011. 282 стр.  978-86-519-0986-6
- Песници и поклоници, Службени гласник, Београд, 2010. 260 стр.  978-86-519-0693-3
- Поема или модерни еп, Службени гласник, Београд, 2010. 120 стр.  978-86-519-0591-2
- Потрага за скривеним смислом (компаратистичка читања), Београд, Логос Арт, 2007, 219 стр.
- Rečnik književnih termina, Logos Art, Beograd, 2007, 831 str. (drugo izdanje 2010)
- Српска романтичарска поема, Институт за књижевност и уметност, Београд, 1999, 331 стр.
- Динамика традиции, Studi Slavi, Università degli studi di Pisa, Dipartimento di linguistica, Nº 5, Pisa 1996, 224 p.
- Последње Сарајлијино дело, Институт за књижевност и уметност, Београд, 1992, 146 стр.
- А.С. Пушкин, Изабрана дела I-II, приредила, написала поговор и коментаре Тања Поповић, Издавачка књижарница Зорана Стојановића, Сремски Карловци - Нови Сад, 2019. Т. I – 585 стр., Т II – 823 стр.  978-86-7543-311-8
- Сербская мысль о русской литературе, составитель Taня Попович, Филологический факультет Белградского университета, Белград, 2015.
- Јован Јовановић Змај, приредила Тања Поповић, (Антологијска едиција Десет векова српске књижевности, књ. 36) Матица српска, Нови Сад, 2012, 483 стр.  978-86-87079-46-5
- Формалисти о Пушкину. Избор, превод и предговор Тања Поповић. Терсит, Београд, 1994, 138 стр.
- Виктор Жирмунски, Од симболизма до акмеизма. Избор, превод и предговор Тања Поповић. Горњи Милановац, Дечије новине, 1991, 208 стр.
- Сима Милутиновић Сарајлија, Трагедија српскога господара и вожда Карађорђа. Приредила, написала поговор, коментаре и речник Тања Поповић. Стручна редакција др Душан Иванић. БИГЗ, Дечије новине, Народна библиотека Србије, Београд, 1990, 436 стр.